# Llandovery
Llandovery (wal. Llanymddyfri) – miasto w południowej Walii, w hrabstwie Carmarthenshire, położone u zbiegu rzek Tywi (Towy), Brân i Gwydderig, na skraju parku narodowego Brecon Beacons. W 2011 roku liczyło 2065 mieszkańców.
Miejscowość otrzymała prawa miejskie w 1484 roku. Jej nazwa oznacza w języku walijskim „kościół pośród wód”. Znajdują się tu ruiny zamku z XII wieku.
Mieści się tu stacja kolejowa, na linii Heart of Wales.